# Битва за Аден (2015)
Битва за Адену — одна з битв громадянської війни в Ємені за контроль міста Аден. Битва розпочалася 25 березня 2015 року, коли війська Салеха захопили аеропорт, а Гаді втік з країни на човні. 16 липня війська Гаді знову взяли під контроль аеропорт, та рушили до бізнес центру міста. 22 липня військо Гаді повністю взяли під свій контроль місто, та відчинили аеропорт. Пізніше в липні армія Гаді відтіснила армію хуситів від навколишніх міст Адени.

## Передумови
Хусити за підтримки колишнього президента Салеха захопили уряд Ємена під час повстання. Президент Гаді був заключений під домашній арешт, через місяць йому вдалося втекти до рідного міста Адени на півдні Ємену.
Після битви в Аденському аеропорту що сталася 19 березня. Та підриву мечетей в Сані, наступного дня був сформований Революційний комітет для керування країною після державного перевороту, який оголосив у державі «загальну мобілізацію». За підтримки деяких військових формувань, хусити розпочали Громадянська війну, щоб взяти під свій контроль південь і розгромити коаліцію Гаді. Три міста Ємену: Таїз пало не давши великого опору, за ним послідувало місто Лахдж та стратегічна повітряна база Аль-Анад на північ від Адени.

## Битва

### Початок
25 березня сутички розпочалися в Адені, коли війська Салеху захопили міжнародний аеропорт та провели бій біля бази Південного руху. Аеропорт призупинив усі польоти. Мирні жителі захопили військову базу намагаючись захопити зброю, у результаті чого п'ятеро загинуло та ще 12 поранено. Хуситські бойовики, натискаючи на північ, дійшли до околиць портового міста.
Гаді покинув місто на човні, а його місцезнаходження було невідоме аж до 26 березня, коли він висадився в Саудівській Аравії. Потім розпочалась повітряна кампанія проти хуситів.
27 березня підрозділи хуситів оточили Адену, взявши під контроль усі шляхи в'їзду та виїзду з міста. Проте літаки коаліції зі Саудівською Аравією змусили трохи відступити, після того як вони перекинули БТР та іншу техніку до Адени, завдавши кількох ударів по колоні, що прямувала з міста Шукра вранці 28 березня.
Також 28 березня унаслідок грабування загинуло декілька людей під час серії вибухів на складі боєприпасів в Адені, після того як охорона покинула свої пости. До цього кількість загиблих із моменту початку боїв сягала 75 осіб

### Посилення зіткнень

карта Хуситських атак в Адені зеленим кольором позначено контроль Хуситів

Зіткнення в Адені продовжувалися 29 березня, оскільки бої продовжувалися на півночі Аден, хусити були очеплені в центральні частині міста. Згідно повідомленням сили Гаді відновили контроль над аеропортом, в результаті чого 9 хуситів та 5 бійців Гаді було вбито.
Хусити та війська Салеха продовжували атаки на місто 30 березня, завдяки артилерії намагаючись продвинутись в місто. Хусити були атаковані єгипетським бойовим кораблем. Завдяки двом авіа атакам їх вдалося відкинути до Зінджібару, де ними вже зайнялися народні комітети. Також саудівські винищувачі завдали декількох ударів неподалік аеропорту. 36 людей загинуло та 26 вбитих під час артилерійського обстрілу біля Хормаксар, провінції Адени.
Хусити відбили частину аеропорту, під час зіткнень з бійцями Гаді 1 квітня. Проте помічник Гаді запевнив що Уряд Аден зміг би перемогти і без іноземної підтримки. Як повідомлялося позиції хуситів в аеропорту були обстріляні кораблями. . Пізніше хусити та їх союзники відправились на Хормаксар, район та центр міста Адени колоною з танків, де вони боролися з мирними мешканцями та військами Гаді за повернення контролю над містом.

### Бої в центрі міста
Наступного дня хусити та союзні війська взяли під контроль один з районів міста Кратер, при підтримці танків та бронемашин. Також було взято під контроль президентський палац, попри нічних повітряних бомбардувань. Невдовзі Хусити змушені були покинути район втративши 2 танка та 10 бійців. Літаки Коаліції скидають на місто медичну та військову допомогу.
5 квітня хусити продовжили наступ на центральні райони та бомбардуванням сусідніх, проте були відкинуті при спробі захоплення порту. За даними міліції Гаді 36 хуситів та союзних бійців було вбито під час боїв в районі Мулла, зі сторони коаліції Гаді було вбито 11 солдатів. Один з медиків повідомив що снайпери Хуситів засіли на дахах в районі
6 квітня Хусити зробили спробу відбити район Мулла, в результаті чого вночі було втрачено три танки, але хусити розгорнули ще два танки вранці. Як передавалось медичні заклади в місті були перезавантажені, вулиця була покрита частинами тіл, кілька будинків було знищено пожежею. Червоний Хрест зробив повідомлення про катастрофічну гуманітарну ситуацію через затяжні бої. Вісімнадцять людей загинуло під час нічних боїв 7 квітня та 53 загиблих за останні 24 години.
Десятки хуситів та союзних груп висунулися в бік Кратера (району Адени) 8 квітня, при підтримці танків та двох бронемашин. Жителі повідомили що три підрозділи хуситів або армії Салеха бомбардували літаками північ Адени. сунітські мечеті міста оголосили про Джихад захоплювачам міста. До середини дня атаку хуситів було відбито та вибито з деяких північних районів. Оскільки бої продовжувались 10 квітня кораблі Саудівської Аравії відкрили вогонь по хуситам з тилу. Reuters повідомили що 11 квітня два офіцера сили «Кудс» були захоплені міліцією що захищає місто від хуситів. 13 квітня президентський пала знову опинився під контролем Хуситів.
14 квітня після тривалих зіткнень хуситські підрозділи відступили з Хормаксару.
Кораблі коаліції відкрили вогонь по будинкам що зайняли хусити в районах Муллі, Кратері та Бурайгі 18 квітня. Бої в районі Бурайга зосереджено навколо Нафтопереробного заводу.
17 квітня бійці Гаді почали штурм на місто Лахдж та авіа базу Аль-Анад та зачистили узбережжя від хуситів та військ Салеха до 19 квітня. Сили Гаді відбили російське консульство та президентський палац As of 20 April, Hadi forces reportedly also seized the airport..
28 квітня хусити зайняли Аденський університет та міську лікарню, відбили будинок Гаді та німецьке і російське консульство . На півночі півострова вони також просунулись на захід, намагаючись повернути втрачену раніше територію. Наступного дня хусити знову просунулись до центру. Як повідомлялося великий торговий центр у Хормаксарі зайнявся через бойові дії що проходили поблизу, відбиваючи атаку там та атаку в районі Мулла. Очевидці з Associated Press повідомили що хусити зайняли будинок в Хормаксарі, вигнавши декількох людей з нього та розстрілявши їх, в той же час попереджаючи громадян по гучномовцю про репресії щодо людей налаштованих проти них.
6 травня хусити захопили район Тавахі, проте в той же день були вибиті з району, Під час бою було вбито одного з командувачів Гаді Алі Насера Хаді, його обов'язки взявся виконувати Бригадний генерал Саїф аль-Бакрі. Хусити також потопили човен з біженцями що намагалися втекти з Адени 6 травня, вбивши 40 жителів.

### Хуситський контрнаступ

Карта контрнаступу сил Гаді (червоним зображені сили армії Гаді

14 липня коаліція Гаді відновила контроль над Аеропортом Адена та зачистили район Хормаксар після гуманітарного перемир'я. Хусити врешті-решт були захоплені в кільце. До 16 липня сили коаліції Гаді захопили більшу частину території Єменського порту біля Адени та висунулися до комерційного району Кратер. 17 липня уряд Гаді у вигнанні заявив що Адена була очищена від хуситів, незважаючи на те що хусити контролювали східний та північний вхід у місто. сили спротиву хуситам захопили дві військові бази одну в провінції Лахдж інша в східній провінції Шабва. Відповідно до заяв організації Лікарі без кордонів, відступаючи, хусити під час мінометного обстрілу втратили близько 100 бійців.
Після того як останні сили хуситів були витіснені з міста, було відновлено роботу міжнародного аеропорту Адени й прийнято перший літак, 22 липня Саудівською Аравією була надана військова допомога в виді військового транспорту, набоїв та кораблями ВМС Саудівської Аравії.

## Наслідки
30 липня анти-хуситські сили зачистили шляхи до Адени та райони Муталат аль-Ільм, Явала, Аль-Басатен і Караріт аль-Фалахи, та зустріли спротив в провінції Лахджі. Наступного дня коаліція захопила сусідні території що контролюються хуситами, включаючи місто Хута за підтримки авіації Саудівської Аравії.
3 серпня коаліція Гаді за підтримки сухопутних військ Саудівської Аравії та ОАЕ, висунулися на північ від Адени та захопили базу ВПС Ємену «Аль-Анад».
Генерал-майор Джафар Мохаммед Саад що був ключовою особою в проведенні операцій проти хуситів в липні був призначений губернатором мухафази Адени в жовтні 2015 року. Але був вбитий під час теракту ІДІЛ, 6 грудня 2015 року.

## Воюючі сторони
10 квітня The New York Times повідомила що більшість захисників міста були мирними жителями що встали на захист міста від завойовників, утворюючи добровольчі загони для захисту околиць. Серед них також були прихильники сепаратистського руху «Південний рух». Багато прихильників Гаді покинули бої після того як президент Гаді втік з країни.

## Іноземна підтримка

### Гуманітарна
Деякі країни евакуювали своїх громадян з міста через загострення конфлікту. Китайські ВМС евакуювали близько 100 громадян Китаю та ще стільки ж іноземних з міста Аден на початку квітня. Турецький фрегат евакуював 55 громадян Туреччини з міста. INS Mumbai індійських ВМС міноносець евакуював 441 громадянина Індії та інших національностей до Джибуті 4 квітня.
8 квітня Лікарі без кордонів та Міжнародний комітет Червоного Хреста доставили 2,5 тони ліків та команди лікарів хірургів на кораблі в Адену. Хірургічна команда розгорнулася в місцевому шпиталі. 21 липня 2015 корабель Світової продовольчої програми прибув до Адени привезши продовольчу допомогу достатню щоб прогодувати 180 000 людей в місяць, корабель перебував в порту 4 місяці та покинув його через жорсткі бої біля порту.

### Військова
Єгипетські ВМС надавали допомогу вогнем під час боїв за стратегічні точки в місті, також коаліційні літаки надавали підтримку вогнем під час захоплення міста хуситами та їх відступу.
Саудівська Аравія допомагала силами спецназу, про що повідомив саудівський чиновник телеканалу CNN, які допомагали координувати та підтримували операції в боях з хуситами. Проте уряд Аравії відмовився коментувати чи було віддавання прямих наказів урядом Саудівської Аравії. 3 травня за повідомленням ЗМІ до Адени прибула невелика група не більше 50 бійців з трьох арабських країн, які повстали проти агресії Салеха. Представник Саудівської коаліції заперечив іноземні сили на території Адени.